# Гробницы императоров династий Мин и Цин

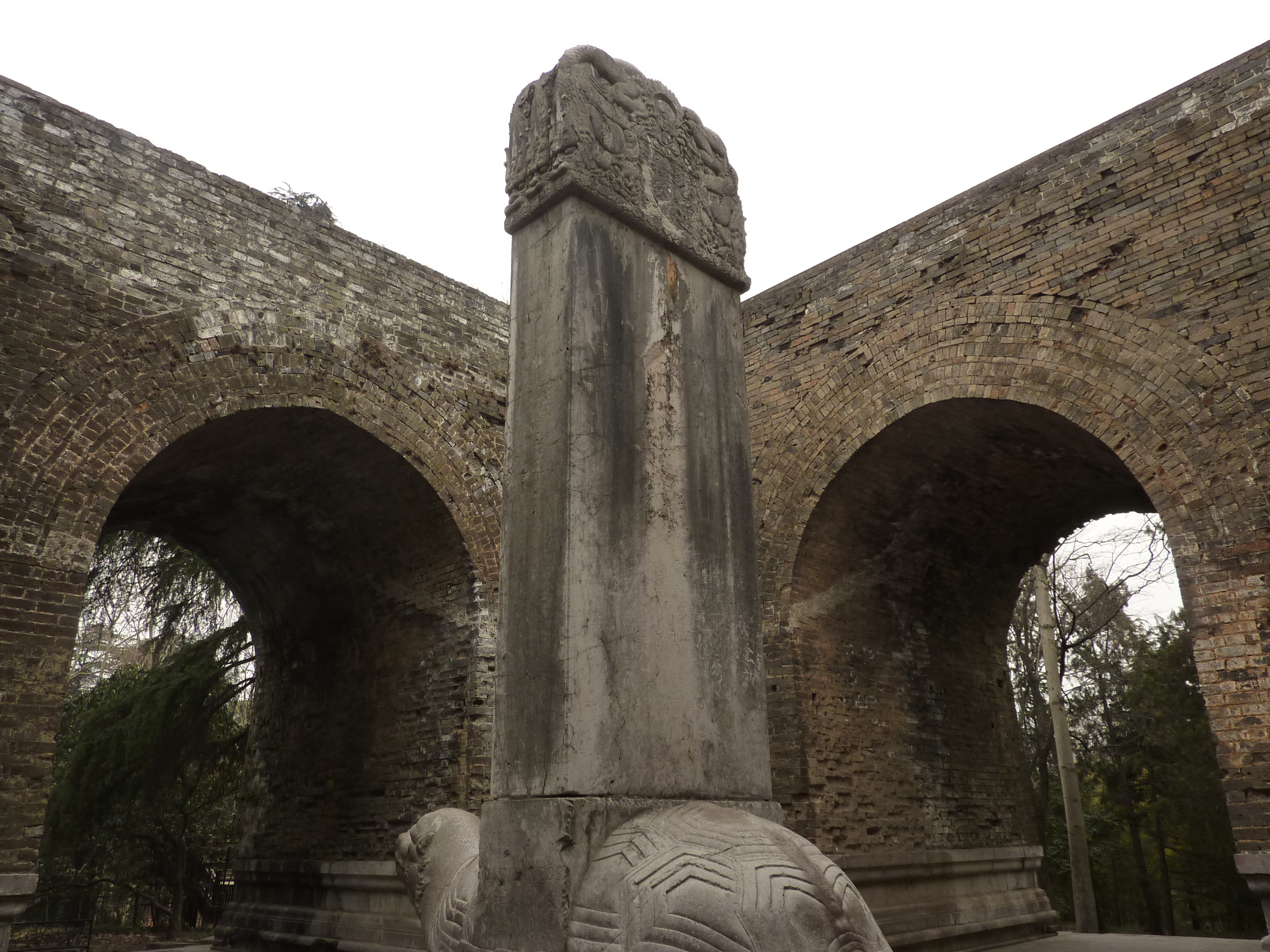
Квадратный павильон с черепахой-биси у входа в мавзолейный комплекс Сяолин в Нанкине. (Крыша не сохранилась)

Гробницы императоров династии Мин и Цин — памятник Всемирного наследия ЮНЕСКО, состоящий из нескольких мавзолейных комплексов в разных районах Китая, где были похоронены императоры династий Мин и Цин, в совокупности правивших Китаем более 500 лет (1368—1911 гг).

## Компоненты памятника
Памятник включает следующие компоненты.

### Минская династия
- Мавзолей Сяолин в Нанкине — усыпальница основателя династии Чжу Юаньчжана
- Гробницы императоров династии Мин — 13 мавзолеев в общей ограде под Пекином, где захоронены минские императоры начиная с третьего, Чжу Ди
- Мавзолей Сяньлин у г. Чжунсян, пров. Хубэй — мавзолей родителей Чжу Хоуцуна (1507—1567; правил как император Цзяцзин в 1521—1567), которые были посмертно приравнены к императорам после воцарения Чжу Хоуцуна.
- Гробницы ряда деятелей, связанных с основанием династии, в Нанкине

Гробницы второго императора минской династии, Чжу Юньвэня, не существует, в связи с обстоятельствами его свержения с престола третьим императором Чжу Ди.

### Цинская династия
- Цинские гробницы Юнлин (близ Фушуня), Фулин и Чжаолин (возле Шэньяна) в провинции Ляонин. Здесь захоронены ранние цинские императоры, правившие в Маньчжурии, до завоевания маньчжурами застенного Китая.
- Два комплекса (восточный и западный) цинских мавзолеев под Пекином.